# Empresa puntocom
Una empresa puntocom era una compañía que se promovía a sí misma como en el negocio de internet durante el auge del comercio electrónico hasta la crisis conocida como burbuja puntocom. El nombre proviene del dominio de internet .com, utilizado por las empresas comerciales. 
Muchas de estas empresas eran apenas planes de negocio, formados como compañías para aprovechar el exceso de financiación mediante capital de riesgo que existió en el período 1995 al 2000 para este tipo de proyectos. La estrategia de la salida incluyó generalmente una oferta pública inicial de acciones en la bolsa generando una rentabilidad grande para los fundadores.
Otras empresas puntocoms fueron compañías ya existentes que se reconvirtieron a sí mismas como compañías del internet, muchas de ellas cambiaron sus denominaciones para incorporar el sufijo .com. Después del desplome (burbuja puntocom), muchas de las firmas que lograron sobrevivir eliminaron el sufijo .com de sus nombres.